# Nigel Wilkins
Pour les articles homonymes, voir Wilkins.
Nigel Wilkins est un professeur britannique naturalisé français, spécialisé en musicologie et en littérature médiévale né le 20 septembre 1936 à Hertford.

## Biographie
Nigel Wilkins étudie à l'université de Nottingham où il obtient un doctorat (PhD) en 1964.
Professeur adjoint de 1962 à 1964 à la Memorial University of Newfoundland ; il y crée et dirige l'Orchestre Symphonique de St. Johns (Newfoundland Symphony Orchestra (en)).  De 1964 à 1976, il est maître de conférences en français à St-Andrews. Il fonde à cette époque le Scottish Early Music Consort. Il devient, à partir de 1976, maître de conférences à l'université de Cambridge, spécialiste de la période médiévale. Membre à vie (Life Fellow) du Corpus Christi College, il y dirige la bibliothèque Parker. Ses recherches portent principalement sur l'étude et l'édition de répertoires médiévaux de poésies mises en musique, notamment de Guillaume de Machaut,.
Il est nommé en 1997 professeur de musicologie à la Sorbonne à Paris et y devient professeur émérite en 2000. Sa carrière parallèle d'altiste et compositeur est racontée dans son livre de souvenirs Rencontres musicales (Musical Encounters) de 2018.
Habitant depuis 2005 à La Neuve-Lyre (Eure, Normandie), il est naturalisé français le 24 novembre 2017.

## Principaux ouvrages
- (en) The Works of Jehan de Lescurel, American Institute of Musicology, coll. « Corpus mensurabilis musicae » (no 30), 1966.
- (en) A fourteenth-century Repertory from the Codex Reina, coll. « Corpus mensurabilis musicae » (no 36), 1966.
- (en) The Lyric Works of Adam de la Hale, coll. « Corpus mensurabilis musicae » (no 44), 1967.
- (en) One Hundred Ballades, Rondeaux and Virelais from the late Middle Ages : an Anthology, Cambridge, 1969 (ISBN 978-0-521-11032-7).
- (en) Guillaume de Machaut, La Louange des Dames, Édimbourg, Scottish Academic Press, 1972 (ISBN 978-0-7073-0155-6).
- (en) Two Miracles : la Nonne qui laissa son abbaie; Saint Valentin, Édimbourg, Chatto & Windus, 1972 (ISBN 978-0-7011-1907-2).
- (en) Music in the Age of Chaucer, Cambridge, 1979[8].
- (en) The Writings of Erik Satie, Londres, 1980[9].
- (en) Armes, Amours, Dames, Chevalerie : an Anthology of fourteenth-century Song, Cambridge, 1987.
- (en) The Lyric Art of Medieval France, Cambridge, 1988.
- Nicolas Flamel : Des livres et de l'or, Paris, Editions Imago, 1993 (présentation en ligne).
- Catalogue des manuscrits français de la bibliothèque Parker, Cambridge, 1993.
- La musique du Diable, Liège, Éditions Mardaga, 1999.
- Petite histoire de l'ancien Couvent des Ursulines à Saint-Denis, Archives municipales de Saint-Denis, 2006.
- (en) Words and Music in Medieval Europe, Farnham, Ashgate Variorum, 2011, 346 p. (ISBN 978-1-4094-1819-1).
- (en) Musical Encounters, Londres, Austin Macaulay, 2018.
- Henri-Charles Thuillier : l'œuvre littéraire d'un prêtre normand, t. I : Lauriers et Roses, Paris, Édilivre, 16 février 2018, 276 p. (ISBN 978-2-414-17151-4, présentation en ligne) ;
- Henri-Charles Thuillier : l'œuvre littéraire d'un prêtre normand, t. II : Escoviennes, Paris, Édilivre, 5 mars 2018, 346 p. (ISBN 978-2-414-17157-6, présentation en ligne) ;
- Henri-Charles Thuillier : l'œuvre littéraire d'un prêtre normand, t. III : Lyriennes, Paris, Édilivre, 7 mars 2018, 166 p. (ISBN 978-2-414-17166-8, présentation en ligne).
- La bibliothèque de l'Abbaye disparue de Lyre, Lyre, 2018.
- Laurent Ridel et Nigel Wilkins, Notre-Dame de Lyre : histoire d'une abbaye disparue, Mont-Saint-Aignan, Presses universitaires de Rouen et du Havre, 2019, 500 p. (ISBN 979-10-240-0452-5, présentation en ligne).